# 홍콩 97
홍콩 97(중국어: 香港97)은 진행형 슈팅 게임이다. 해피소프트에서 개발되었고 슈퍼 패미컴으로 구동이 가능하고 1995년 일본에서 출시되었다.

## 구성
게임의 스토리는 홍콩으로 중국 공산당에 속한 13억의 사람들이 몰려오는데, 이를 이소룡의 친척(으로 설정된) 성룡이 물리치는 이야기를 담고 있다. 보스는 "이미 사망한 덩샤오핑을 부활시킨 최종병기"로, 이 보스를 처치하면 다시 웨이브가 시작된다. 중간중간 측면에서 자동차가 등장해 성룡을 칠 수 있는데, 중국인에게 닿거나, 자동차에 닿거나, 덩샤오핑의 공격을 받으면 누군가가 쓰러진 사진이 등장한다.
게임의 배경음악은 "나는 베이징 천안문을 사랑해"라는 음악이며, 이 음악의 일부분이 반복 재생된다.